# Naučná stezka

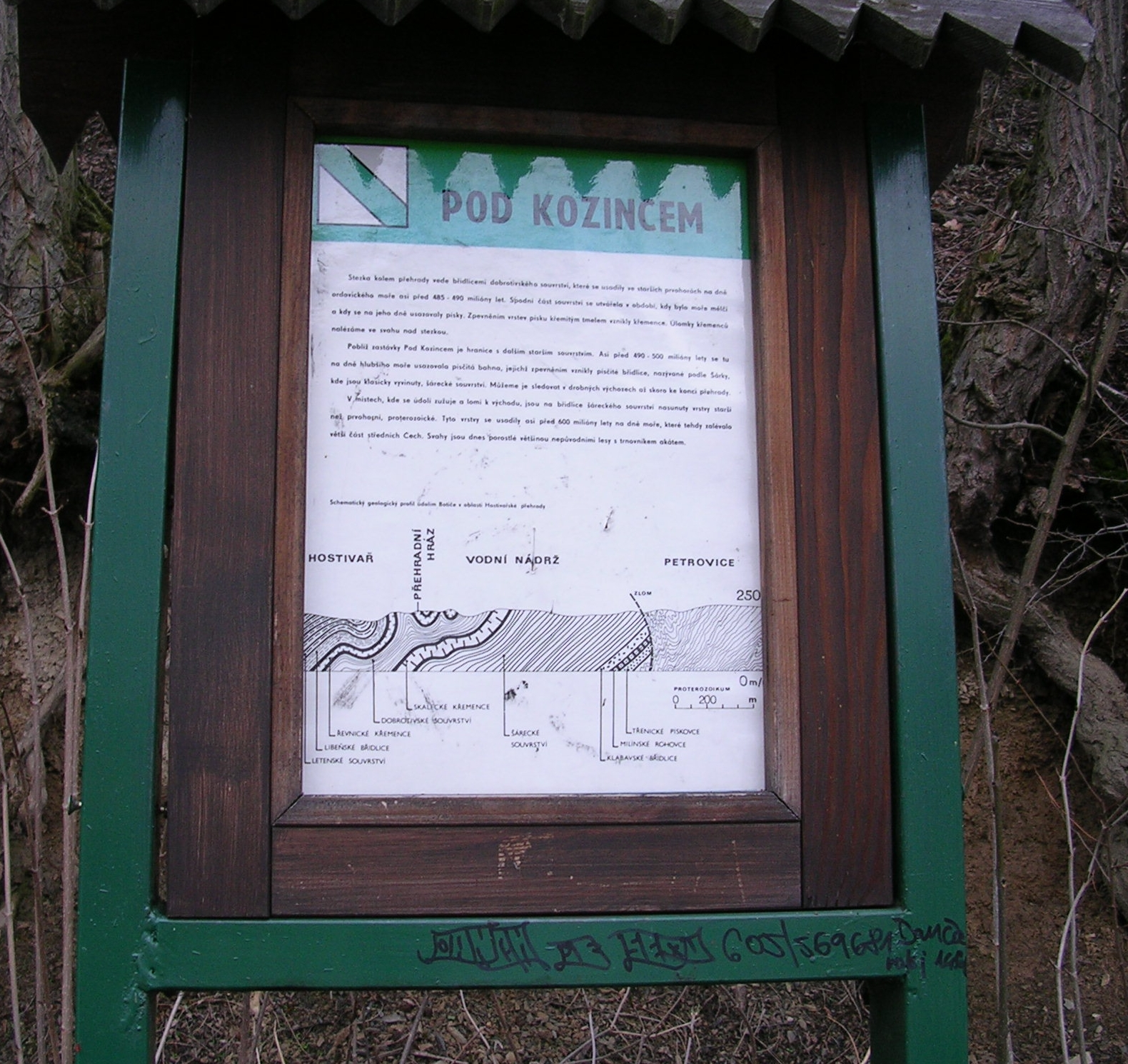
Zastávka naučné stezky Povodím Botiče v Praze

Naučná stezka (zkratka: NS) je druh venkovní značené turistické trasy, seznamující návštěvníky s přírodovědnými či kulturními zajímavostmi okolí. Od běžné turistické trasy se zpravidla liší sérií informačních tabulí rozmístěných na jednotlivých zastaveních po trase naučné stezky. Základním typem je naučná stezka pro pěší, ale vznikají naučné stezky cyklistické, vodácké, pro běžkové lyžaře atd.

## Naučné stezky obecně
Naučné stezky nejčastěji čítají kolem 10 až 15 zastavení a jejich délka dosahuje několika kilometrů. Ovšem některé stezky jsou dlouhé pouhých několik set metrů (např. 800metrová NS s 11 zastaveními ve Valašském Meziříčí, upravená pro paraplegiky a rodiny s kočárkem) či naopak 15 a více kilometrů (např. Hřebečské důlní stezky 70 km).

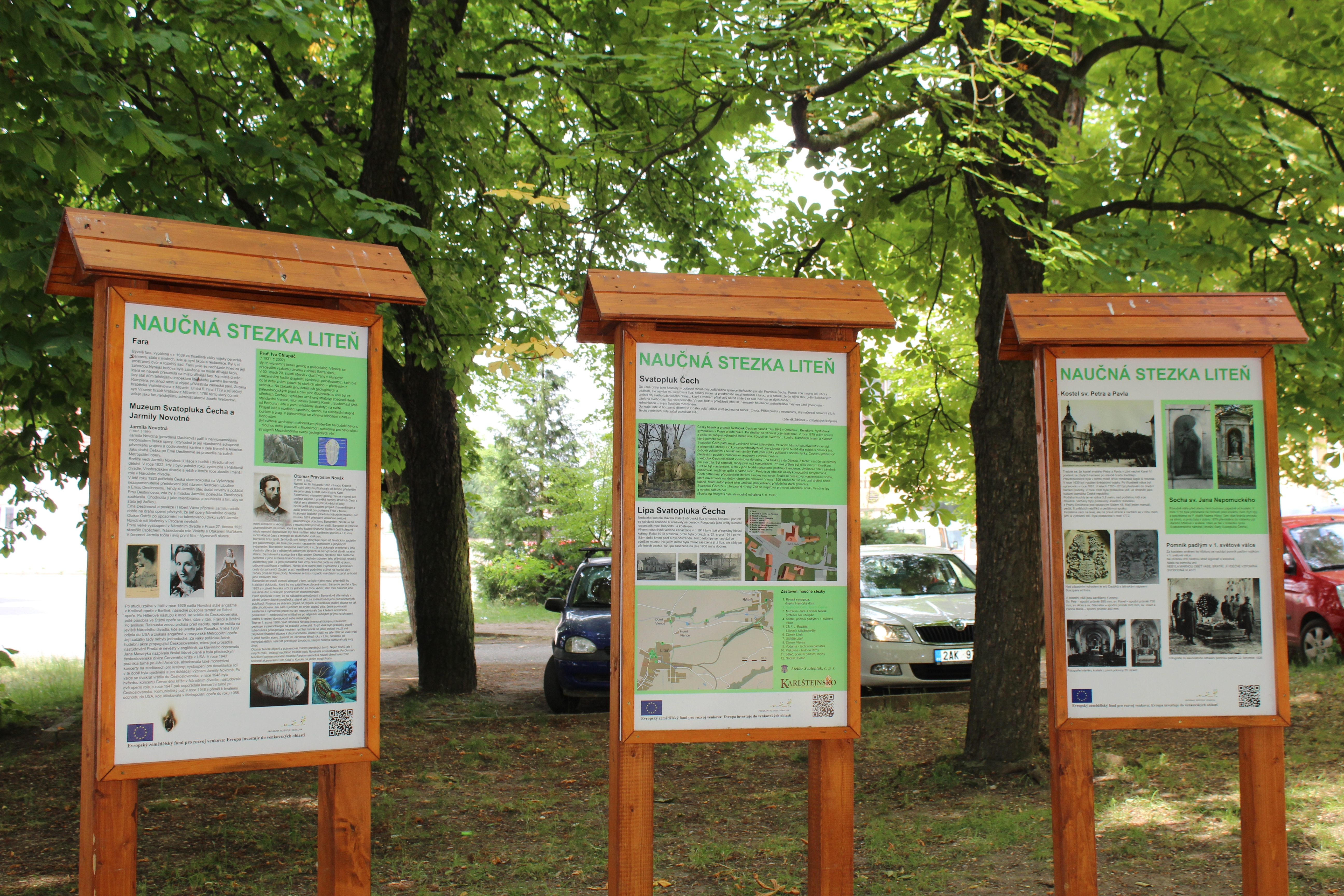
Ke zhotovení panelů Naučné stezky Liteň v parku u kostela sv. Petra a Pavla byla použita dřevěná konstrukce a plastové informační tabule.

Většina stezek je vybavena rozměrnými informačními tabulemi, na nichž bývá uvedeno pořadové číslo zastávky, popis zajímavostí daného místa, často i s ilustracemi, někdy také mapka stezky s vyznačením dalších zastávek. Výstavba a údržba takových tabulí není levná, náklady na zřízení běžné naučné stezky dosahují stovek tisíc korun a více. Značným problémem je vandalismus a mnozí zřizovatelé nepočítají ani s omezenou životností danou přírodními vlivy. Popisy k některým naučným stezkám jsou šířeny také jako brožury či letáky (městská a turistická informační centra) a běžně zveřejňovány na internetu

Naučné stezky jsou nejčastěji zřizovány v přírodním prostředí. Seznamují návštěvníky s fungováním krajiny, výskytem vzácných či zajímavých druhů rostlin a živočichů, s pozoruhodnými geologickými jevy apod. Jiné naučné stezky přibližují zajímavosti o lidových stavbách, archeologických nalezištích, technických památkách či historii měst. Naučné stezky, které se zaměřují na jeden určitý jev (např. historická důlní díla, rybníkářství), lesnictví, dendrologie, lze označit jako tematické naučné stezky. Zřizují se také zažitkové stezky pro děti (např. Prožitková stezka Hravé putování ještědským lesem, Naučná a interaktivní stezka ve Sloupu v Čechách, Stezka mladého lesníka u Nasavrk).

## Naučné stezky v Česku

Značka naučné stezky

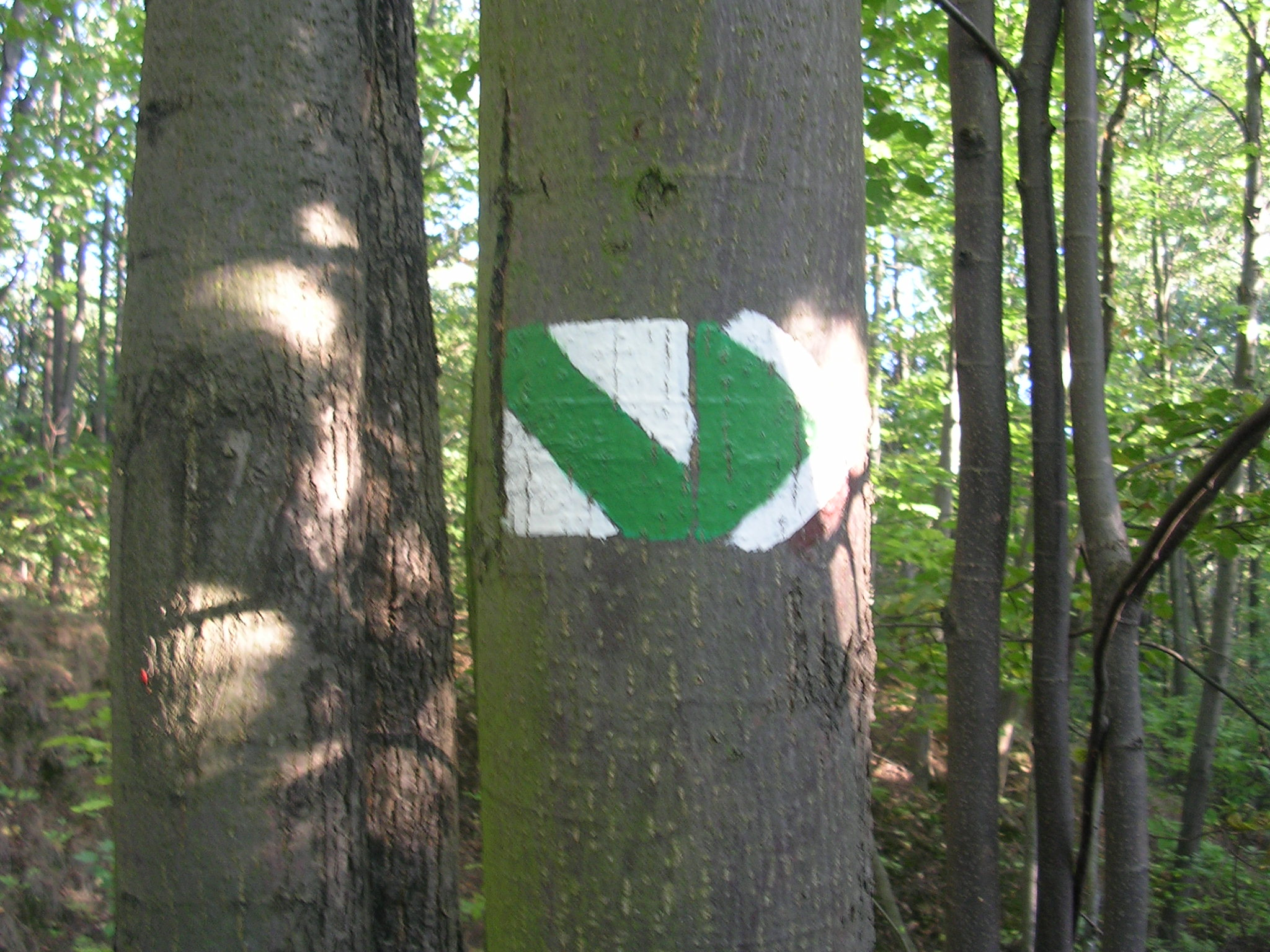
Značka naučné stezky se směrovou šipkou. Praha, Troja

Za první naučnou stezku na území Československa byla dlouho označovaná naučná stezka Medník, od železniční zastávky Petrov a Posázavské stezky na vrch Medník. Autorem jejích textů byli Jan Čeřovský a Miloš Homoláč, naučné tabule se věnovaly nejen floře a fauně rezervace Medník, ale i řece Sázavě a geologické stavbě říčního kaňonu či trati Posázavského pacifiku. Byla zřízena po vzoru „některých evropských států“ Státní ochranou přírody k jarním „dnům ochrany přírody“ 1965 a zpočátku byla míněna „spíše jako určitý pokus“. Byla značena zeleným kruhem s bílým středem (odbočení bílou šipkou se zeleným orámováním), v roce 1980 byla rekonstruována a přeznačena standardními značkami naučné stezky a pak ještě jednou rekonstruována roku 2009.

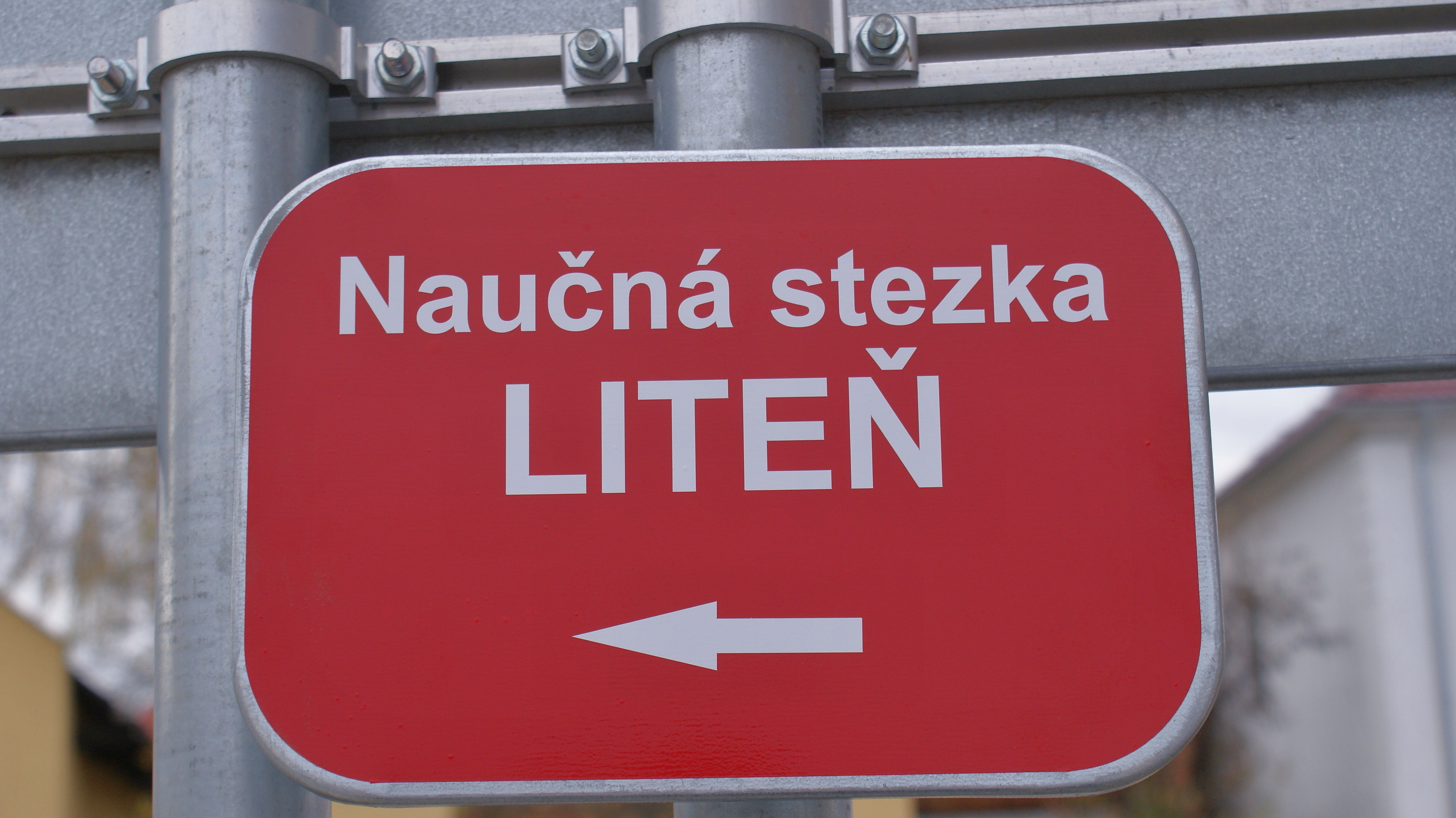
U Naučné stezky Liteň je ke značení trasy použita kovová tabulka s barevným odlišením podle tematické trasy (červená, modrá, zelená, žlutá)

Dnes již víme, že nejstarší naučná stezka vznikla jinde, byla to v roce 1941 Köglerova naučná stezka vybudovaná v severní části Lužických hor, u Krásné Lípy. Byla obnovena a je funkční dodnes.
Symbolem používaným v České republice k vyznačení naučné stezky je šikmý zelený pruh ve čtvercovém bílém poli. U informačních tabulí je značka doplněna oranžovým číslem stanoviště. Pro značení se používají podobné zásady jako pro pásové turistické značení v Česku a na Slovensku, ale protože naučné stezky jsou zřizovány nejrůznějšími subjekty, způsob značení se liší, přičemž kvalita údržby někdy vybočuje z někdejšího standardu.
Protože jen menší část stezek je zřizována ve spolupráci s Klubem českých turistů a protože budování naučných stezek není v ČR nijak centrálně řízeno ani povinně evidováno, lze jejich počet jen odhadovat. Karel Drábek v roce 2005 odhadoval počet stezek na 400, některé však měly značení a panely neudržované, někdy nepoužitelné. Od té doby mnohé NS zanikly a vznikly jiné. (Informace o zaniklých NS bývá uvedena na webech o NS.)
Česká spořitelna vydala v roce 1982 brožuru Učebny pod širým nebem - Stručný průvodce po naučných stezkách státní ochrany přírody v ČSR. Je v ní stručně zpracováno 60 naučných stezek.
Přehled českých naučných stezek byl na serveru Ministerstva životního prostředí. Naučné stezky byly v seznamu členěny abecedně, podle okresů, podle uživatelů (pro pěší, pro děti, pro lyžaře, pro cyklisty, pro tělesně postižené, pro vodáky) i podle naučného obsahu (botanika, zoologie, zemědělství a chovatelství, lesnictví, rybníkářství a rybářství, ekologie, archeologie, historie, etnografie, geologie, mineralogie, hornictví a těžba surovin, technika).

Na webu Naučné stezky v České republice jsou NS uspořádány podle regionů:
- NS Hlavní město Praha
- NS ve středních Čechách a v Praze: Praha-západ – Praha-východ – Příbramsko – Berounsko – Rakovnicko – Kladensko – Mělnicko – Mladoboleslavsko – Nymbursko – Kutnohorsko – Benešovsko
- NS Jižní Čechy a Šumava: Českobudějovicko – Strakonicko – Písecko – Táborsko – Jindřichohradecko – Českokrumlovsko – Prachaticko
- NS Plzeňského kraje: Klatovsko – Plzeň – Plzeň-sever – Plzeň-jih – Domažlicko – Tachovsko
- NS Karlovarska: Chebsko – Sokolovsko – Karlovarsko
- NS Ústecký kraj: Chomutovsko – Mostecko – Teplicko – Lounsko – Litoměřicko – Ústecko – Děčínsko
- NS Libereckého kraje: Liberecko – Jablonecko – Českolipsko – Semilsko
- NS Hradecko / východní Čechy: Trutnovsko – Jičínsko – Královéhradecko – Náchodsko – Rychnovsko
- NS Pardubický kraj: Pardubicko – Orlickoústecko – Chrudimsko – Svitavsko
- NS Vysočina: Jihlavsko – Pelhřimovsko – Havlíčkobrodsko – Žďársko – Třebíčsko
- NS střední Morava / Olomoucký kraj: Olomoucko – Prostějovsko – Přerovsko – Šumpersko – Jesenicko
- NS Moravskoslezský region: Bruntálsko – Opavsko – Novojičínsko – Ostrava a Ostravsko – Karvinsko – Frýdecko
- NS Východní Morava / Zlínský kraj: Vsetínsko – Zlínsko – Uherskohradišťsko – Kroměřížsko
- NS jižní Moravy (přehled v pdf): Hodonínsko – Břeclavsko – Znojemsko – Brno – Brněnsko – Blanensko – Vyškovsko

V současnosti (2016) lze využít různé webové stránky s různou informační úrovní i kvalitou uživatelského rozhraní, např.:
- stezkyunas.cz (NS v České republice): http://stezky.unas.cz/index2ns.htm
- lesycr.cz (vyhledávání NS): https://web.archive.org/web/20161204160845/http://www.lesycr.cz/volny-cas-v-lese/naucne-stezky/Stranky/default.aspx
- stezky.info (NS v Praze a středních Čechách včetně šesti NS pro chytré mobily): http://www.stezky.info/ns/naucnestezky
- naucnastezka.cz (NS v moravských krajích; vyhledávání podle abecedy, podle krajů či okresů) http://www.naucnastezka.cz
- https://www.ochranci.cz (NS, Český svaz ochránců přírody Valašské Meziříčí; pod položkou „Přehled stezek“: 16, pod dalšími položkami celkem 16 jiných stezek; poněkud chaotické uspořádání): https://www.ochranci.cz/rubrika/naucne-stezky
- aj.